# Carles II de Parma
Carles Lluís de Borbó-Parma, també conegut amb els noms de Lluís II d'Etrúria, Carles I de Lucca i Carles II de Parma, (Madrid, Regne d'Espanya 1799 - Niça, França 1883) fou el Duc de Parma i Piacenza des de l'any 1847 i fins a l'any següent en què abdicà. Anteriorment havia estat rei d'Etrúria des de l'any 1803 i fins a l'any 1807 i Duc de Lucca des de 1815 i fins a l'any 1847.

## Orígens familiars
Va néixer al Palau Reial de Madrid el 22 de desembre de 1799, fill de Lluís de Borbó, príncep hereu del ducat de Parma i futur rei d'Etrúria (1801-1803) i de la infanta Maria Lluïsa de Borbó, filla del rei Carles IV d'Espanya i de Maria Lluïsa de Parma. Des del seu naixement va rebre i ostentar el títol d'infant d'Espanya gràcies a un Reial Decret del seu avi, Carles III, que havia estat promulgat amb anterioritat, el 26 d'agost de 1795.

## Duc de Parma i rei d'Etrúria
De 1801 a 1803 va ser príncep hereu del ducat de Parma de iure, atès que el territori que havia estat ocupat de manera efectiva, i de fet se n'havia expulsat al sobirà, Ferran I, avi de Carles, per part de l'emperador dels francesos, Napoleó Bonaparte, el qual va crear en substitució el regne d'Etrúria per Lluís de Borbó, pare de Carles, i en va esdevenir, així, hereu de facto.
A la mort del seu pare, el 28 de maig de 1803 va esdevenir el segon i darrer rei d'Etrúria amb el nom de Lluís II, sota la regència de la seva mare a causa de la minoria d'edat. Va ser-ne sobirà fins al 10 de desembre de 1807, quan el regne va ser annexionat a França i va haver de renunciar al tron. Des d'ençà aleshores, va retirar-se amb la seva mare al Castell de Fontainebleau i, més tard, al Castell de Compiègne i a Niça. En darrer terme, va quedar sota custòdia dels seus avis, els ex-reis d'Espanya, exiliats a França i, després, a Roma. Napoleó va prometre a Maria Lluïsa i Carles un tron en un regne de nova creació de la Lusitània Septrentional (nord de Portugal).
El 1817 la seva mare va ser creada duquessa de Lucca per dret propi i Carles va esdevenir príncep hereu, a l'espera que el ducat de Parma, del qual n'era legítim hereu, revertís en la seva persona a la mort de l'emperadriu consort de França, Maria Lluïsa d'Àustria, a la que el Congrés de Viena havia cedit el territori després de la caiguda del l'imperi del seu espòs.

## Després del Congrés de Viena
Amb la derrota de Napoleó Bonaparte i la celebració del Congrés de Viena, el Ducat de Parma fou entregat de forma vitalicia a l'arxiduquessa Maria Lluïsa d'Àustria, vídua de Napoleó i filla de l'emperador Francesc I d'Àustria. El nou ducat seria entregat als Borbó-Parma a la mort de l'arxiduquessa. Mentrestant, els Parma se'ls hi entregà un petit ducat de nova creació al nord de la Toscana, el Ducat de Lucca que a la mort de Carles havia de reintegrar-se de nou al Gran Ducat de Toscana. Així mateix, el 17 de juliol de 1834 fou nomenat infant d'Espanya pel pretendent carlista Carles Maria Isidre de Borbó. L'any 1847 Maria Lluïsa d'Àustria morí a Parma. El Ducat de Parma retornà als Borbons-Parma i el Ducat de Lucca es reintegrà al Gran Ducat de Toscana. Un any després Carles II hagué d'abdicar com a conseqüència dels estralls de les revolucions liberals en favor del seu fill el duc Carles III de Parma.
Després de l'abdicació va prendre el títol de comte de Villafranca. S'instal·là a la ciutat de Niça, on morí el 16 de març de l'any 1883.

## Núpcies i descendents
Es casà per poders el 15 d'agost i en persona el 5 de setembre de 1820 a Torí amb la princesa Maria Teresa de Savoia, filla del rei Víctor Manuel I de Sardenya i de l'arxiduquessa Maria Teresa d'Àustria-Este.
La parella tingué dos únics fills:
- SAR la princesa Lluïsa de Borbó-Parma, nascuda a Lucca el 1821 i morta a Lucca el 1823.

- SAR el duc Carles III de Parma, nat el 1823 a Lucca i mort el 1854 a Parma. Es casà amb la princesa Lluïsa de França.